# Christian Jeltsch
Christian Jeltsch (* Mai 1958 in Köln) ist ein deutscher Drehbuchautor der Genres Filmdrama und Kriminalfilm, der vorwiegend für Fernsehproduktionen tätig ist.

## Leben
Nach vier Semestern Studium der theoretischen Fächer Psychologie und Theaterwissenschaften entschied sich Christian Jeltsch für die Praxis im Theaterbetrieb, wo er zunächst als Regieassistent arbeitete. Gleichzeitig verfasste er Beiträge für Rundfunk und für Zeitungen. Eine Ausbildung als Filmkopienfertiger schloss sich an. Während dieser Zeit entstand eine Dokumentation über die Filmarbeit der Cinematic in Montevideo unter der Militärdiktatur und auch das erste geförderte Drehbuch.
Er schrieb die Drehbücher für zwei Folgen der Serie Peter Strohm mit Klaus Löwitsch, es folgten der erste Tatort, der erste Polizeiruf 110, das erste Fernsehspiel.
Für die Fernsehfilme Einer geht noch… (mit Dieter Pfaff) erhielt Christian Jeltsch den Adolf-Grimme-Preis, für Rote Glut (mit Richy Müller, Meret Becker und Michael Degen) den Bayerischen Filmpreis und für Gelobtes Land (mit Edgar Selge und Michaela May) aus der Reihe Polizeiruf 110 den Marler Fernsehpreis für Menschenrechte. 2004 erhielt er für das Drehbuch Auf ewig und einen Tag (mit Heino Ferch, Martina Gedeck, Fritz Karl und Claudia Michelsen) den Hessischen Drehbuchpreis.
2011 begann er zusammen mit Olaf Kraemer, die Jugend-Science-Fiction-Trilogie Abaton zu veröffentlichen.

## Werke

### Drehbücher (Auswahl)
- 1997: Sophie – Schlauer als die Polizei (Fernsehserie, 2 Folgen)
- ab 1997: Tatort (Fernsehreihe) 
  - 1997: Liebe, Sex, Tod
  - 1998: Tödliches Labyrinth (zusammen mit Co-Autor Fedor Mosnak)
  - 2004: Scheherazade
  - 2005: Außer Gefecht
  - 2007: Strahlende Zukunft
  - 2009: Um jeden Preis
  - 2010: Wie einst Lilly
  - 2011: Der illegale Tod
  - 2013: Puppenspieler
  - 2013: Er wird töten
  - 2014: Borowski und das Meer
  - 2016: Hundstage
  - 2016: Im gelobten Land
  - 2016: Der hundertste Affe
  - 2017: Zurück ins Licht
  - 2020: Krieg im Kopf
  - 2021: Neugeboren
  - 2021: Und immer gewinnt die Nacht
- 1997–2011: Polizeiruf 110 (Fernsehreihe)
  - 1997: Spurlos verschwunden
  - 2000:  Gelobtes Land
  - 2004:  Vater Unser
  - 2009:  Klick gemacht
  - 2011: Denn sie wissen nicht, was sie tun
- 1997: Spiel um dein Leben (Fernsehfilm, zusammen mit Co-Autor Friedemann Fromm)
- 1999: Rote Glut (Fernsehfilm)
- 1999: Einer geht noch … (Fernsehfilm)
- 2000: Ein starkes Team – Der schöne Tod (Fernsehfilm, zusammen mit Co-Autor Klaus Hüttmann)
- 2000: Brennendes Schweigen (Fernsehfilm)
- 2004: Gegen jedes Risiko (Fernsehfilm, zusammen mit Co-Autor Klaus Hüttmann)
- 2005: Auf ewig und einen Tag (Fernseh-Mehrteiler)
- 2005–2021: Kommissarin Lucas (Fernsehreihe)
  - 2005: Das Verhör (zusammen mit Co-Autor Thomas Berger)
  - 2006: Das Totenschiff
  - 2008: Der schwarze Mann
  - 2013: Bittere Pillen
  - 2021: Nürnberg
- 2006: Bella Block: Das Glück der Anderen (Fernsehfilm)
- 2006: Vom Ende der Eiszeit (Fernsehfilm)
- 2007: Mit einem Schlag (Fernsehfilm)
- 2008: Der russische Geliebte (Fernsehfilm)
- 2009: Die Rebellin (Fernseh-Mehrteiler, zusammen mit Co-Autorin Monika Peetz)
- 2011: Verschollen am Kap (Fernseh-Zweiteiler)
- 2012: Deckname Luna (Fernseh-Mehrteiler, zusammen mit Co-Autorin Monika Peetz)
- 2012: Kreutzer kommt … ins Krankenhaus und ermittelt (Fernsehfilm)
- 2013: Stille
- 2015: Unter Gaunern (Fernsehserie)
- 2016: Der mit dem Schlag
- 2016: Wer aufgibt ist tot
- 2017: Eine gute Mutter (Fernsehfilm)
- 2018: Wenn Frauen ausziehen
- 2019: Mordshunger – Verbrechen und andere Delikatessen – Wie ein Ei dem anderen
- 2020: Die verlorene Tochter (Fernsehserie)

### Bücher
- 2011: Abaton. Vom Ende der Angst (mit Olaf Kraemer), Mixtvision Verlag, München. ISBN 978-3-939435-38-9
- 2012: Abaton. Die Verlockung des Bösen (mit Olaf Kraemer), Mixtvision Verlag, München. ISBN 978-3-939435-52-5
- 2013: Abaton. Im Bann der Freiheit (mit Olaf Kraemer), Mixtvision Verlag, München. ISBN 978-3-939435-68-6

## Auszeichnungen
- 2001: Adolf-Grimme-Preis für Einer geht noch …
- 2001: Bayerischer Fernsehpreis für Rote Glut
- 2001: Marler Fernsehpreis für Menschenrechte für Gelobtes Land
- 2004: Hessischer Drehbuchpreis, Adolf-Grimme-Preis Nominierung für Auf ewig und einen Tag
- 2006: Deutscher Fernsehpreis, Deutscher Fernsehkrimipreis  für Bella Block – Das Glück der Anderen
- 2007: Deutscher Fernsehkrimipreis, Nominierung für Vom Ende der Eiszeit
- 2009: Goldener Gong für Klick gemacht